# Thoma Simaku
Thoma Simaku (ur. 18 kwietnia 1958 w Kavajë) – albański kompozytor, mieszkający i tworzący w Wielkiej Brytanii.

## Życiorys
W 1982 r. ukończył studia w Akademii Sztuk w Tiranie, w klasie kompozycji, pod kierunkiem Tonina Harapiego. Po studiach pracował przez trzy lata jako dyrektor d.s. muzycznych w Pałacu Kultury w Përmecie, w południowej Albanii. Od 1985 działał w sekcji muzycznej Ligi Pisarzy i Artystów Albanii. W latach 80. powstały pierwsze samodzielne kompozycje Th. Simaku - dwa koncerty smyczkowe i jeden na obój, symfonia, ballada, a także muzyka do sześciu filmów fabularnych.
W 1991 Simaku przeniósł się do Yorkshire w Anglii, gdzie kontynuował naukę pod kierunkiem Davida Blake'a. W lipcu 1993 uzyskał prestiżowe stypendium Lionela Robinsa, które umożliwiły mu kontynuację studiów i ukończenie pracy doktorskiej. Dzieła skomponowane w tym okresie były coraz częściej wykonywane przez orkiestry europejskie, jak Amsterdam New Music Ensemble, Capricorn Ensemble, Duke String Quartet, a także orkiestrę Radia Bukareszt i kwintet konserwatorium w Genewie.
Macierzystą uczelnią Simaku pozostał uniwersytet w York, który opublikował większość jego dzieł.
Jest żonaty, ma dwie córki.

## Wybrane utwory
- 1993: Epitaphs (18 min.) (Emerson Editions)
  - premiera: 3 listopada 1993, York, orkiestra uniwersytecka
- 1993: Elephas-Maximus (9 min.) (Emerson Editions)
  - premiera: 9 grudnia 1993, York, York University New Music Group
- 1995: L’Aria Distante na obój i orkiestrę (12 min.) (Emerson Editions)
  - premiera: 8 grudnia 1995, York, orkiestra uniwersytecka
- 1996: Quintet for clarinet in A and strings (12 min.) (Emerson Editions)
  - premiera: 4 listopada 1996, Tirana
- 1996: Aux Quatre Vents na 8 instrumentów (18 min.) (Emerson Editions)
  - premiera: 22 listopada 1996, Birmingham, Thallien Ensemble
- 1996: Silver na chór i fortepian (6 min.) (Emerson Editions)
  - premiera: 21 marca 1996, Londyn.
  - 1996: The Eagle on the Cross na orkiestrę symfoniczną (17 min.)
  - premiera: 30 kwietnia 1999, York
- 1997: Canticello na wiolonczelę i orkiestrę (15 min.)
  - premiera: 9 października 1997, Londyn, New London Orchestra, pod dyr. Nicholasa Robertsa.
- 1998: Soliloquy na skrzypce (8 min.)
  - premiera: 4 października 2000, Luksemburg
- 1998: Plenilunio na 12 instrumentów smyczkowych (10 min.)
  - premiera: 26 lutego 1999, York.
- 1999: Illuminazione (12 min.)
  - premiera: 2001, North Aldborough Festival

## Muzyka filmowa
- 1984: Kochaj swoje imię ((alb.) Duaje emrin tend)
- 1986: I nadchodzi dzień ((alb.) Dhe vjen nje dite)
- 1986: O jedno życie za dużo ((alb.) Nje jete me shume)
- 1987: Ranny telefon ((alb.) Telefoni i nje mengjesi)
- 1988: Groźny brzeg ((alb.) Bregu i ashper)

## Nagrody
- Wyróżnienie dla utworu Epitaph, który w 1995 został wybrany przez Międzynarodowe Jury do odtworzenia w czasie Światowych Dni Muzyki w Niemczech (pierwsze tak prestiżowe wyróżnienie dla albańskiego kompozytora).
- Nagroda Główna za utwór Plenilunio II per Orchestra d’Archi, IX Międzynarodowy Konkurs Kompozytorski im. Kazimierza Serockiego, Warszawa 2004
- Nagroda British Composer Award za utwór Soliloquy V: Flauto Acerbo, Londyn 2009.
- Główna Nagroda Międzynarodowego Konkursu Kompozytorskiego im. Witolda Lutosławskiego za koncert na orkiestrę, 2013 (utwór zostanie wykonany 28 września 2013 na koncercie finałowym "Warszawskiej Jesieni"